# Ставицкий, Аркадий Зиновьевич
Аркадий Зиновьевич Ставицкий (8 января 1930, Москва — 2 октября 2020) — советский драматург и сценарист.
Окончил Московский энергетический институт (1954). Член Союза писателей СССР (1978) и Союза писателей Москвы.
Прах захоронен в колумбарии на Востряковском кладбище.

## Произведения
- Унизительные занятия. Драматургическая поэма в двух частях. — М., 2002[2].

### Драматургия
- Чужое место: Пьеса. — М., 1959.
- Птицы перелетные: Драматическая повесть. — М., 1962.
- Ваши права: Сценарий. — М., 1977. В соавторстве с Г. И. Полонским.
- Активная зона: Сценарий. — М., 1979.
- Мера человечности: (Обыкновенные атомщики): Сцены из жизни одного предприятия. — М., 1980.
- Дозор: Художественно-документально-публицистическая драма. — М., 1981. В соавторстве с А. Б. Азархом
- Добрый день, господин Гоген: Историческая комедия. — М., 1982.
- Шолом-Алейхема, 40: Драма. — М., 1984.

## Фильмография
- 1969 — Нервы (из киноальманаха «Семейное счастье»)
- 1974 — «Ваши права?»
- 1979 — «Активная зона»